# Mark Edusei
Mark Edusei (* 29. September 1976 in Kumasi) ist ein ehemaliger ghanaischer Fußballspieler, er spielte auf der Position eines Mittelfeldspielers. 
Mark Edusei begann seine Karriere bei King Faisal Babes und wechselte in der Saison 1996/97 zum italienischen Zweitligisten US Lecce hier blieb er bis zur Saison 1999/00, als er zu União Leiria in die portugiesische SuperLiga. Nach einem Jahr in Portugal wechselte er zum AC Bellinzona in die Challenge League. Zur Saison 2001/02 kehrte Edusei nach Italien zu Cosenza Calcio zurück. Nach zwei Spielzeiten bei Sampdoria Genua wechselte er zum Ligakonkurrenten Piacenza Calcio. Zur Saison 2004/05 wechselte Edusei zu Sampdoria Genua in die Serie A. Kurz nach dem Beginn der Saison 2005/06 wechselte der Ghanaer zum FC Turin, wo er auf Anhieb zum Stammspieler avancierte. Zur Saison 2006/07 wechselte er zum Aufsteiger Catania Calcio.
In der ghanaischen Nationalmannschaft spielte Edusei insgesamt 17 Mal.